# 田川市石炭・歴史博物館
田川市石炭・歴史博物館（たがわしせきたんれきしはくぶつかん）は、福岡県田川市大字伊田2734-1の石炭記念公園内にある博物館。
かつて日本のエネルギーを支えた筑豊炭田の石炭産業に関する資料を展示した石炭鉱業史を専門としている。

## 歴史
筑豊地方最大の炭鉱であった三井田川鉱業所伊田坑の跡地を用いて、1983年（昭和58年）に田川市石炭資料館として開館した。2005年（平成17年）には田川市石炭・歴史博物館に改称し、博物館法に拠る登録博物館となった。
2011年（平成23年）5月25日、山本作兵衛コレクションが国際連合教育科学文化機関（UNESCO）によって日本で初めてユネスコ記憶遺産（世界の記憶）に登録された。

## 展示
筑豊地区の石炭の生成の地質学的な解説から始まり、原始的な採掘から近代的な採掘までの、炭鉱で使われた道具や機械類の変遷を展示解説している。また炭鉱労働者の労働風景や生活を描いた絵画、写真や文学の展示もある。
屋外展示スペースには実際に炭坑での作業に使われた電気機関車やトロッコ、炭坑用機械などが展示され、当時の炭鉱夫が暮らした標準的な炭鉱住宅が再現されている。現在の日本のエネルギー事情まで解説している。また、石炭採掘中に出土したものなどを中心とする歴史的資料も展示されている。
博物館の向かいには「炭坑節発祥の地」の記念碑が建っている。この公園内には三井田川炭鉱の二本煙突と伊田竪坑櫓、筑豊地区で使われた蒸気機関車9600形（59684）と貨車（石炭車）1両が保存されている。
1階
- 第1展示室 - 石炭鉱業史に関する展示。三井田川鉱業所伊田竪坑模型、採炭現場のジオラマ、筑豊炭田解説映像など。

2階
- 第2展示室 - 炭鉱労働者だった山本作兵衛に関する展示。
- 第3展示室 - 田川地方の歴史と民俗をテーマとした展示。

屋外
- 屋外展示場
- 産業ふれあい館（復原炭坑住宅）

## 所蔵

### 山本作兵衛コレクション
炭坑労働者だった山本作兵衛作の絵画585点、日記6点、雑記帳や原稿など36点を所蔵している。また、福岡県立大学も山本作兵衛作の絵画4点、日記59点、原稿など9点を所蔵しており、計697点が山本作兵衛コレクションと総称される。

## ギャラリー

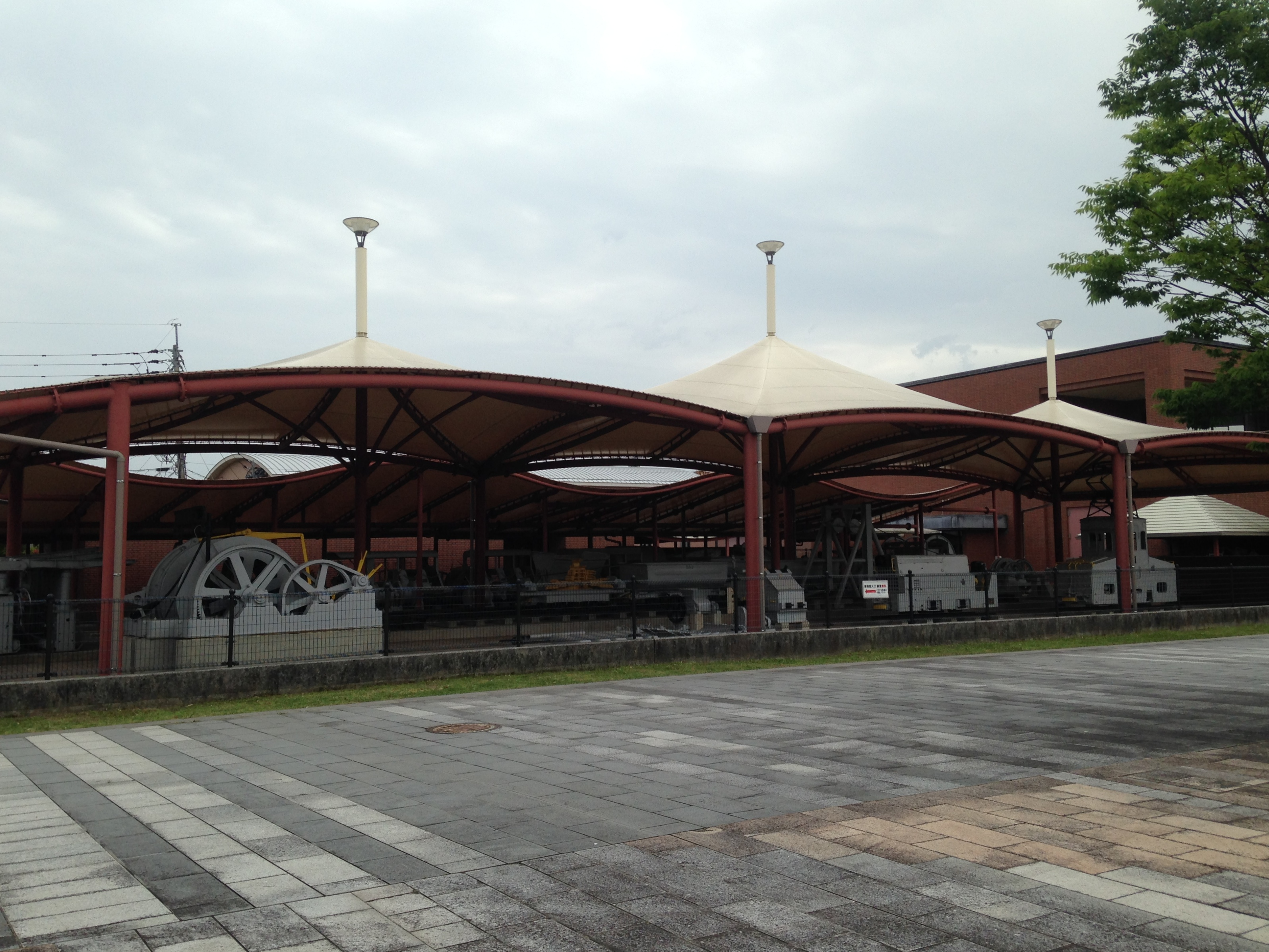
屋外展示場
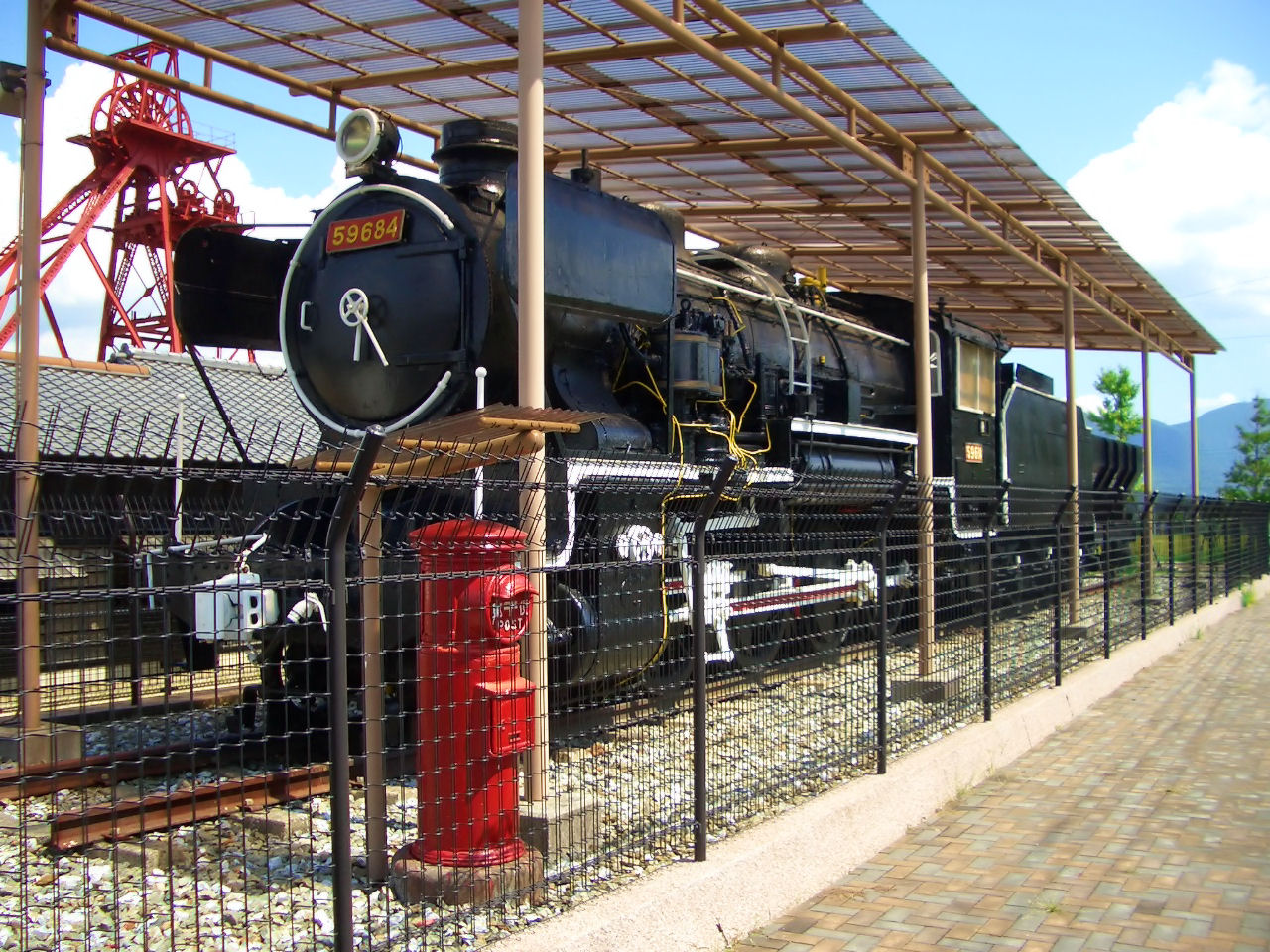
9600形蒸気機関車
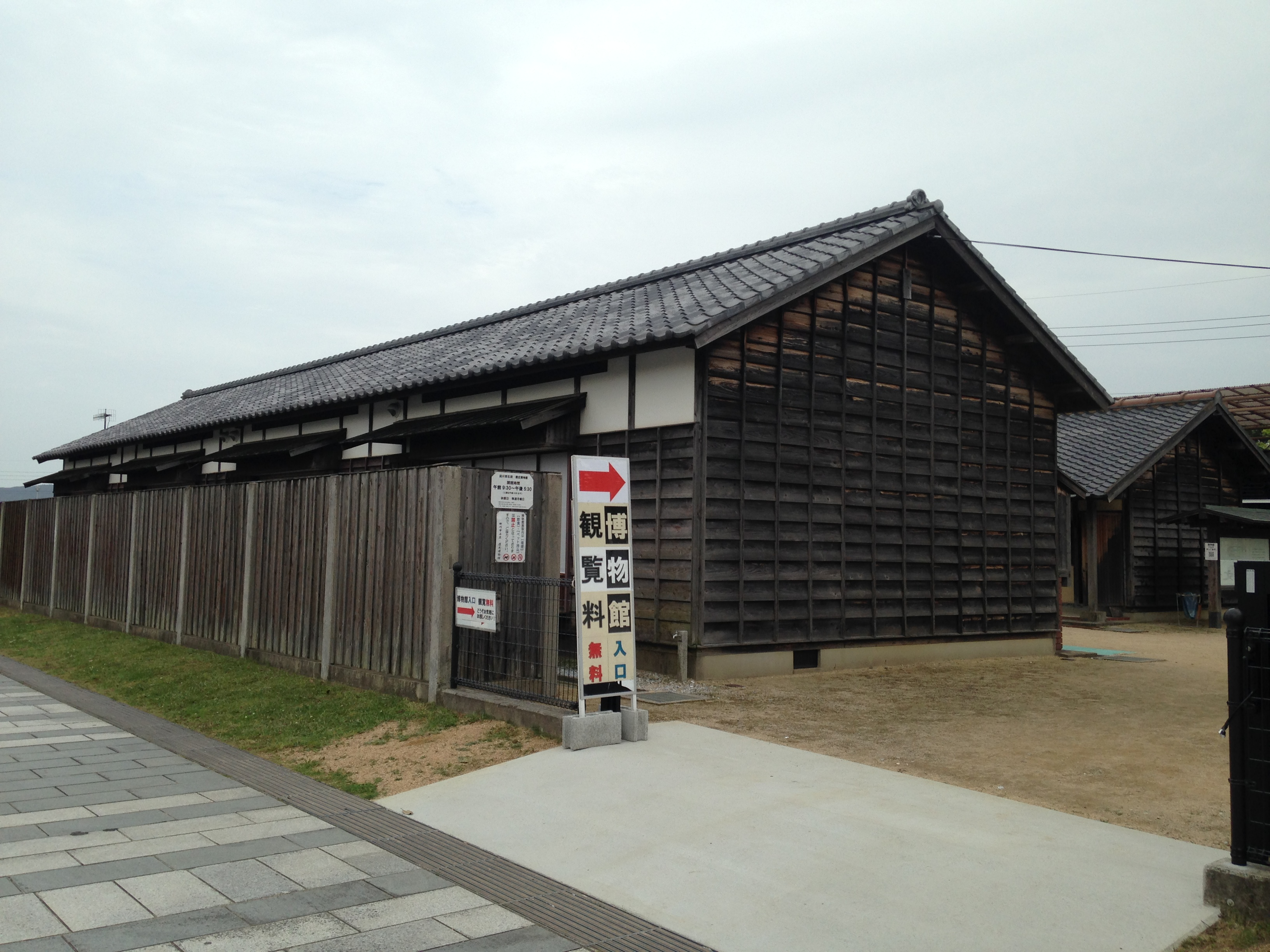
産業ふれあい館
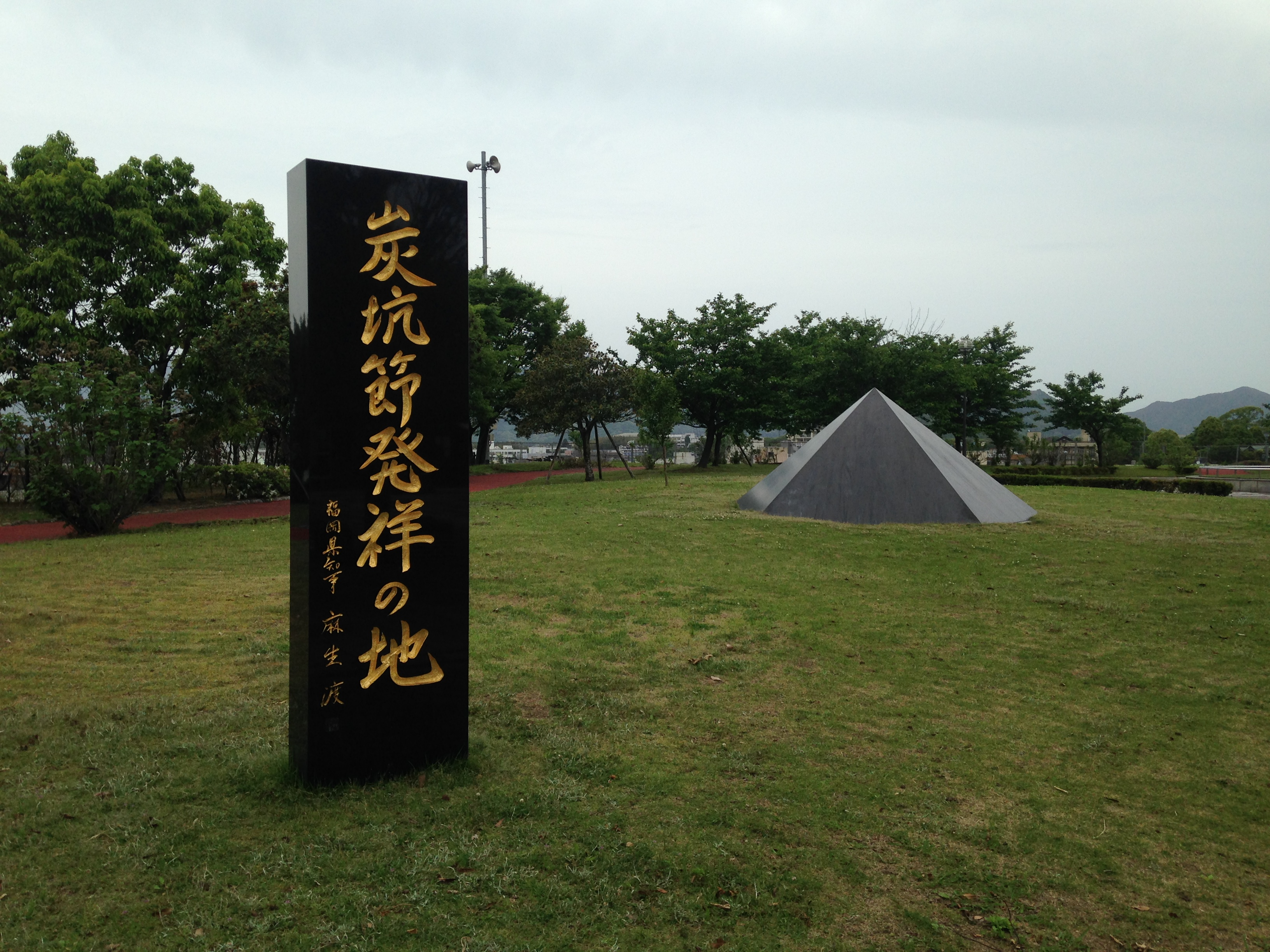
博物館前の広場にある炭坑節発祥の地記念碑

## 利用案内
- 開館時間：9:30 - 17:30（入館は17:00まで）
- 休館日：月曜日（月曜日が休日にあたる時は火曜日。火曜日以降も休日が続く場合は、連休終了日の翌日）、年末年始（12月29日 - 1月3日）
- 入館料：大人400円、高校生100円、小・中学生50円
  - 団体割引（全体で20名様以上）大人280円、高校生70円、小・中学生30円
  - 障がい者割引　大人100円、高校生50円、小・中学生30円
  - その他割引　65歳以上280円、福岡県立大学生280円
  - 土曜日は高校生以下無料[1]

## 交通アクセス
鉄道
- JR・平成筑豊鉄道田川伊田駅より徒歩8分。

特急バス
- 西鉄天神高速バスターミナルから西鉄バス筑豊特急に乗車し、石炭記念公園口バス停下車、徒歩5分。

車
- 九州自動車道小倉南インターチェンジから約22km。もしくは東九州自動車道行橋インターチェンジから17km。駐車場あり。